# Геворг Чауш
Гево́рг Чау́ш (арм. Գէորգ Չաւուշ; подлинное имя Геворг Казарян, 1870 или 1871 —28 мая 1907) — деятель армянского национального движения, один из наиболее известных фидаинских лидеров.

## Биография
Геворг Казарян (по другим источникам - Геворг Адамян или Мелкумян) родился в горной области Сасун (Битлисский вилайет Османской империи), в селе Мктенк области Бсанац. Точная дата его рождения не известна, но предполагается, что родился около 1870 года. Его отец был знаменитый в Сасуне охотник. Учился в школе монастыря Святых Апостолов (Сурб Аракелоц) в Муше. Здесь Геворг познакомился с Арабо, первый в Сасуне руководитель федаинской группировки. Отец хотел сделать из сына монаха; однако юношей Геворг взял в монастыре отпуск на четыре года и направился в Алеппо с целью заработать денег и приобрести оружие.
Осуществив свой план, он спустя несколько недель вступил в партизанский отряд Арабо. После В одном из боев убил чауша (полицейское должностное лицо), за что получил своё прозвище. После задержания Арабо в 1892 году выследил и убил его предателя. В 1894 году он участвовал в первой Сасунской самообороне и особенно отличился в бою при деревне Талворик. Был арестован и приговорён к 15 годам тюремного заключения. В 1896 году совершил побег из тюрьмы в Муше и ушёл в Сасун, где присоединился к отряду Ахпюр Сероба (Арабо к тому времени погиб). К этому времени он стал членом партии Дашнакцутюн. После убийства Ахпюр Сероба в 1899 году Геворг с Андраником Озаняном выследили и уничтожили отравивших его предателей.
С Андраником командовали федаинским отрядом в защите монастыря Святых Апостолов от многочисленного турецкого войска. Во время Второго Сасунского восстания 1904 года командовал южным участком обороны. С 1904 до 1907 был главным командующим армянских сил в области Тарон-Сасун.
Умер 28 мая 1907 года.

## Отношения с курдами
Геворг Чауш был приверженцем идеи курдско-армянского союза против турок и имел хорошие отношения со многими курдскими вождями. Он открыто встречался с ними и гостил у них, убеждая оставить службу султану и объединиться с армянами.

## Убийство дяди
Серьёзной личной драмой в жизни Чауша явилось убийство им дяди. Дядя Геворга похитил девушку из соседней деревни. Когда родственники похищенной принесли жалобу Ахпюр Серобу, последний обернулся к Чаушу и сказал «Геворг, твой дядя — виновен, тебе решать его судьбу» (арм. Գէորգ քու հօրեղբայրդ է յանցաւորը, դո՛ւն դատէ ու վճռէ:). Чауш казнил дядю, но следствием этой драмы была серьёзная депрессия; он старался вести аскетический образ жизни, чтобы искупить это убийство.

## Смерть
В боях против турецких поработителей проявил находчивость, личную отвагу, способности военачальника; благодаря этим качествам почти всегда одерживал победу над противником. Был ранен 27 мая 1907 во время Сулухского боя, после которого товарищи унесли его и оставили под мостом на берегу реки Мурат (Арацани). На следующее утро скончался от ран. Похоронен в Муше. Геворг Чауш пользовался громкой славой одного из наиболее видных героев национально-освободительной борьбы армянского народа.